# 中津賢也
中津賢也、日本漫畫家。代表作是《妖怪收拾者》與《桃色魔女》。因為初期作品大多兩集結束，所以也被人稱為「兩集漫畫家」或「兩集作家」。

## 作品
- 桃色人偶師、2冊待續、原名
- 桃色魔女、全12冊、原名《桃色サバス（日语：桃色サバス）》
- 妖怪收拾者、全18冊、原名
- 掃黑清道夫、全3冊、原名

以下為無授權時代的中文版
- 鬼府頑神、全2冊、原名
- 福神、全1冊、原名

以下疑似未有中文版
-{
- ちぇりーげいる金、全2冊
- めたもる伊介、全2冊
- 徳川生徒会、全2冊
- てっぺー参上、全1冊

}-

## 外部連結
- inauthor:中津賢也 - 搜索 Google 圖書